# Hamiota (Manitoba)
Hamiota est une municipalité du Manitoba située au sud-ouest de la province. Enne a été créé en 2015 à la suite de la fusion entre la municipalité rurale et la ville de Hamiota.

## Territoire
Les communautés suivantes sont comprises sur le territoire de la municipalité de Hamiota:
- Hamiota
- Decker
- Lavinia
- McConnell
- Oakner

## Démographie
| 2001 | 2006 | 2011  | 2016  |
| ---- | ---- | ----- | ----- |
| 858  | 823  | 1 288 | 1 225 |

## Référence
- (en) Cet article est partiellement ou en totalité issu de l’article de Wikipédia en anglais intitulé « Rural Municipality of Hamiota » (voir la liste des auteurs).

1. ↑  « Statistique Canada - Profils des communautés de 2006 -    Hamiota » (consulté le 4 juin 2020)
2. ↑  « Statistique Canada - Profils des communautés de 2016 -   Hamiota » (consulté le 3 juin 2020)